# Supreme Art of War
Albums de Stormlord
Supreme Art Of War
(1999) At the Gates of Utopia
(2001)
Supreme Art Of War est le premier album studio du groupe de black metal symphonique italien Stormlord. L'album est sorti en 1999 sous le label Last Episode.

## Liste des morceaux
1. Where My Spirit Forever Shall Be
2. A Descent Into The Kingdom Of The Shades
3. Sir Lorial
4. Age Of The Dragon
5. Immortal Heroes
6. War(The Supreme Art)
7. Of Steel And Ancient Might